# ودعت حبك (فلم)
ودعت حبك فيلم موسيقي درامي رومانسي مصري من إنتاج عام 1956، بطولة فريد الأطرش وشادية وأحمد رمزي، إخراج يوسف شاهين.

## قصة الفيلم
في أحد المستشفيات العسكرية نرى عنبرا يجمع بين خمسة من العساكر المرضى الذين يقضون وقتهم في الصخب والتهريج، يحل عليهم ضيف جديد، هو الصول البحري وحيد الذي يوصيهم الطبيب به خيرا، ويخبرهم أنه مريض بالكلى وأن أيامه في الحياة معدودة، ويطلب إليهم العناية به، وكتمان الامر عنه حتى لا يعلم حقيقة مصيره، ولكن المريض الجديد ينصرف عن الجميع وينطوي على نفسه وتذهب محاولاتهم عبثا للتقرب إليه، وهو يفعل ذلك أيضا مع الممرضة الجميلة التي تعرف حقيقة حالته الصحية وتسرف في التودد إليه، لكن شلة المهرجين لا ييأسون منه ويتعاونون مع الممرضة في عيد ميلاده، فيشتركون في شراء كسوة رسمية يقدمونها هدية إليه، ويتوددون إليه حتى يأنس إليهم. يعتذر عن خشونته السابقة معهم ويندمج في حياتهم المرحة الصاخبة وتتفتح نفسه للحياة، كما يتفتح قلبه للممرضة الجميلة، فيصارحها بحبه، ويعرض عليها الزواج، الممرضة تتودد إليه أول الأمر شفقة عليه، ثم تحولت شفقتها إلى حب عميق. فقبلت ما عرضه عليها وأصبحا خطيبين، وكانت شلة العنبر تتشرف على إعداد حفلة كبرى للترفية عن الجنود.فانهمك معها لكي يقدم استعراضا غنائيا، وفي يوم الحفلة يسمع حديثاً يدور بين أحد أفراد الشلة والطبيب، فيدرك حقيقة حالته، ويعرف أن أصحابه والممرضة، كانوا يعلمون الحقيقة فيغضب ويثور علهيم جميعا، ويتهم الممرضة بأنها لم تكن تحبه وإنما كانت تخدعه ويترك الحفلة لينزوي في غرفته، ولكنه يعود إلى المسرح ليغني لحنه الأخير، ثم يسقط ميتا، بينما الحاضرون يضجون بالتصفيق والهتاف.

## طاقم التمثيل
- فريد الأطرش
- شادية
- أحمد رمزي
- عبد السلام النابلسي
- السيد بدير
- ثريا حلمي
- توفيق الدقن
- خالد العجباني
- رياض القصبجي
- محمد صبيح
- عبد القادر المسيري

## فريق العمل
- إخراج: يوسف شاهين
- سيناريو وحوار: السيد بدير
- إنتاج: أفلام فريد الأطرش
- توزيع: أفلام فريد الأطرش
- مونتاج: سعيد الشيخ، حسين عفيفي
- موسيقى تصويرية: فريد الأطرش
- مدير التصوير: أحمد خورشيد
- تم التصوير في ستوديو النحاس
- تم الطبع والتحميض في ستوديو الأهرام

## الأغاني
- تأليف: عبد العزيز سلام، أبو السعود الإبياري، أنور عبد الله، محمود فهمي إبراهيم.
- ألحان: فريد الأطرش

## وصلات خارجية
- مقالات تستعمل روابط فنية بلا صلة مع ويكي بيانات
- صفحة الفيلم في قاعدة بيانات الأفلام العربية